# Wolfgang Forester
Wolfgang Forester (* 6. März 1929 in Freiburg im Breisgau; † 3. Januar 1998 in Düsseldorf) war ein deutscher Schauspieler, Hörspiel- und Synchronsprecher.

## Leben
Wolfgang Forester wurde ab den 1950er Jahren als Theater- und Filmschauspieler tätig. So spielte er 1957 den „Jagdpächter Möhrmann“ in dem Heimatfilm Rot ist die Liebe. 1961 war er in der WDR-Miniserie Inspektor Hornleigh greift ein… als „Sergeant Bingham“ zu sehen. Es folgten eine Reihe von Fernsehfilmen.
1970 kam er zum Düsseldorfer Schauspielhaus. Ab den 1980er Jahren wurde er auch als Theater-Regisseur tätig.

## Filmografie
- 1957: Rot ist die Liebe
- 1958: Die Frau Deiner Jugend (Fernsehfilm)
- 1959: Der Raub der Sabinerinnen (Fernsehfilm)
- 1959: Der Herr Ornifle (Fernsehfilm)
- 1961: Inspektor Hornleigh greift ein… (Fernsehserie, vier Folgen)
- 1961: Die Falle (Fernsehfilm)
- 1962: Der Gärtner von Toulouse (Fernsehfilm)
- 1964: Helle Nächte (Fernsehfilm)
- 1964: Die Beiden Klingsberg (Fernsehfilm)
- 1965: … anders als Maschinen (Kurz-Dokumentarfilm mit Spielhandlung)
- 1965: Intermezzo (Fernsehfilm)
- 1965: Alle meine Söhne (Fernsehfilm)
- 1966: Das Haus auf der Insel (Fernsehfilm)
- 1967: Gespensterquartett (Fernsehkurzfilm)
- 1968: Der Meteor (Fernsehfilm)
- 1968: Die Söhne (Fernsehfilm)
- 1970: Pater Brown (Fernsehserie, Folge Das Duell)
- 1972: Die Pueblo-Affaire (Fernsehfilm)
- 1976: Das Unglück
- 1982: Tatort – Wat Recht is, mutt Recht bliewen (Fernsehreihe)
- 1991: Ein Fall für zwei (Fernsehserie, Folge Helens Geheimnisse)
- 1995: Balko (Fernsehserie, Folge Das Schweigen der Hämmer)

## Hörspiele (Auswahl)
- 1958–63: Ellis Kaut: Geschichten vom Kater Musch (Hörspielserie; Hauptrolle als Kater Musch) – Regie: Fritz Peter Vary u. a. (WDR)
- 1959: Georges Simenon: Maigret und der gelbe Hund – Regie: Gert Westphal (SWF)
- 1960: Raskolnikoff (6 Teile, WDR)
- 1961/1964: Troilus und Cressida[3]
- 1976: Der Todesautomat (WDR)
- 1978: Der Hauptmann Cornelius (Hörspiel zur Bibel)[4]
- 1980: Hadrian Rogers: Kriminalstück Motive für einen Mord; Regie: Andreas Weber-Schäfer (SDR)
- 1980: Das Anschauungs-Subjekt
- 1980: -ky: Mit einem Bein im Knast (WDR, SWF)
- 1982: Cordes ist nicht totzukriegen (WDR)[5]
- 1982: Claude Cueni: Das andere Land – Regie: Hans Dieter Köhler
- 1985: Nikolai von Michalewsky: Bei Bildausfall Mord (Kommissar Neuhaus) – Regie: Andreas Weber-Schäfer (Original-Hörspiel, Kriminalhörspiel – WDR)[6]
- 1986: Eine Falle für den Profi (WDR)[7]
- 1990: Dem Manne kann geholfen werden (WDR)